# Sturmia rasa
Sturmia rasa är en tvåvingeart som först beskrevs av Louis-Paul Mesnil 1959.  Sturmia rasa ingår i släktet Sturmia och familjen parasitflugor.
Artens utbredningsområde är Tanzania. Inga underarter finns listade i Catalogue of Life.